# Autonome Verwaltungseinheiten Chinas

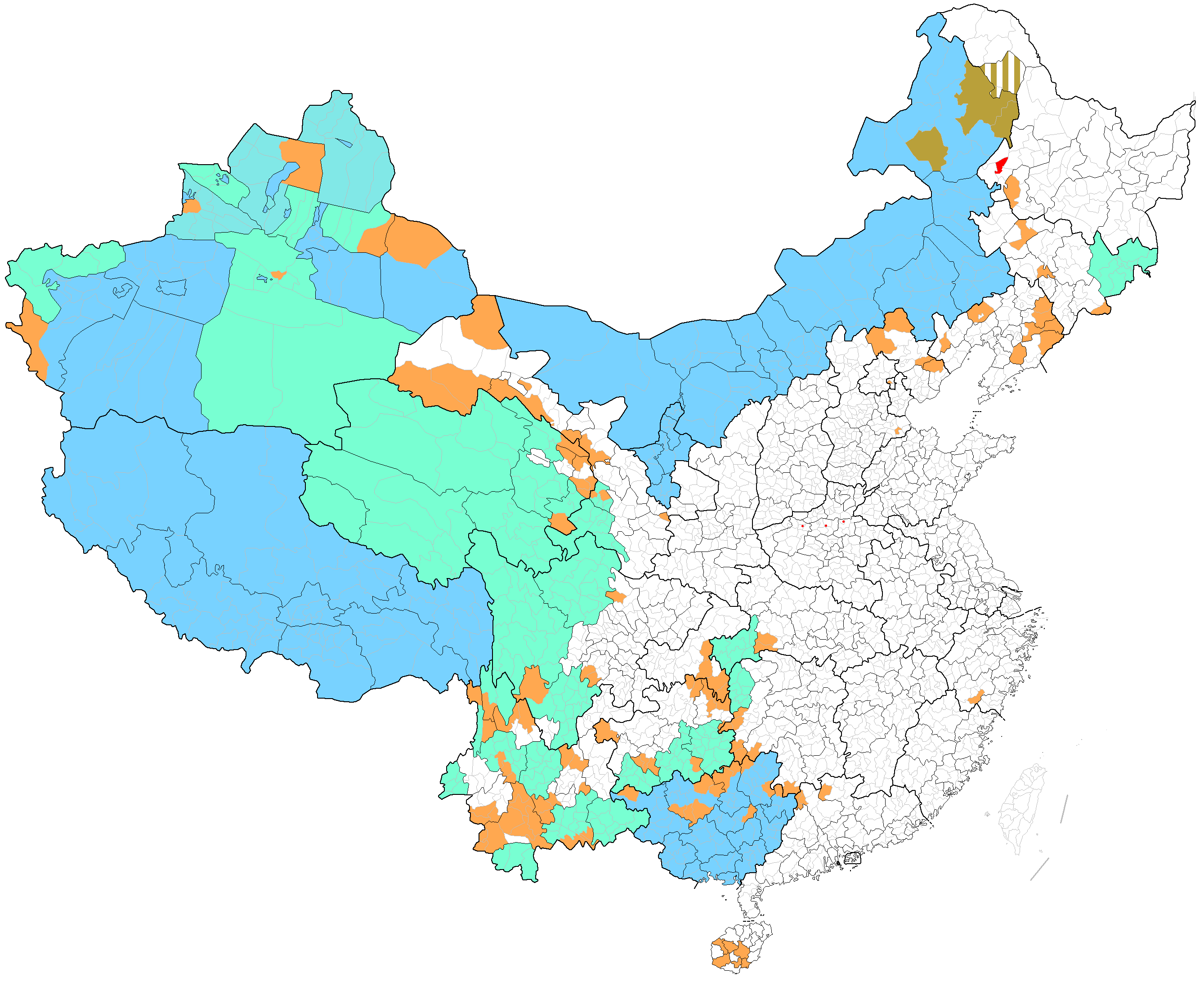
Übersicht aller chinesischer Regionen mit nationalen Minderheitenstatus
autonome Regionen
autonome Bezirke
autonomer Kreis
autonomes Banner
Nationalitäten-Sum

Autonome Verwaltungseinheiten Chinas existieren in der Volksrepublik China auf drei Ebenen:
- der Provinzebene mit fünf autonomen Regionen (自治區 / 自治区,  zìzhìqū),
- der Bezirksebene mit 30 autonomen Bezirken (自治州,  zìzhìzhōu) und
- der Kreisebene mit 117 autonomen Kreisen (自治縣 / 自治县,  zìzhìxiàn); in der Inneren Mongolei drei autonome Banner (自治旗,  zìzhìqí)

Unterhalb der Kreisebene bestehen 1162 Nationalitätengemeinden (民族鄉 / 民族乡,  mínzú xiāng) und Nationalitäten-Großgemeinden (民族鎮 / 民族镇,  mínzú zhèn). Diese verfügen zwar nicht über Autonomierechte, haben aber gegenüber den gewöhnlichen Gemeinden und Großgemeinden einige Sonderrechte, die eine gewisse Selbstverwaltung, hauptsächlich im kulturellen Bereich, gewährleisten sollen. Jede autonome Verwaltungseinheit und jede Nationalitätengemeinde ist einer oder mehreren Nationalitäten zugeordnet.
Die Sonderrechte aller administrativen Einheiten sind hierarchisch strukturiert, d. h., sie sind für autonome Regionen am größten und für Nationalitätengemeinden am geringsten. Die jeweils höheren Autonomierechte gelten – für die Nominal-Nationalität – auch in allen unterstellten Verwaltungseinheiten. Dies bedeutet z. B. für Uiguren, die in der autonomen Region Xinjiang über Gebietsautonomie auf dem höchsten Niveau (Provinzebene) verfügen und deren Siedlungsgebiet sich weitgehend auf Xinjiang beschränkt, dass dort keine uigurischen autonomen Bezirke, Kreise oder Nationalitätengemeinden gegründet werden mussten. Im einzigen nennenswerten Siedlungsgebiet der Uiguren außerhalb Xinjiangs, dem Verwaltungsgebiet der Stadt Changde in der Provinz Hunan, gibt es hingegen vier Nationalitätengemeinden der Uiguren (gegründet zwischen 1985 und 1988), die sie sich mit einer zweiten Nominal-Nationalität (den Hui-Chinesen) „teilen“.
Diese Staffelung besonderer administrativer Rechte führt in einigen Fällen dazu, dass alle vier Ebenen an einem Ort vertreten und wirksam sind. Als Beispiel sei die (Nationalitäten)-Gemeinde Danangou der Usbeken (大南沟乌孜别克族乡) genannt, die im Kasachischen autonomen Kreis Mori (木垒哈萨克自治县) liegt. Mori wiederum gehört zum autonomen Bezirk Changji der Hui (昌吉回族自治州), der in der autonomen Region Xinjiang liegt. Diese Konstellation kommt allerdings nur in Xinjiang vor, da es in den anderen vier autonomen Regionen (Tibet, Innere Mongolei, Ningxia und Guangxi) keine autonomen Bezirke gibt. Die Rechte eines autonomen Bezirks stehen grundsätzlich höher als die Rechte eines gewöhnlichen Regierungsbezirks (地區 / 地区,  dìqū), was an dem in China einzigartigen Fall abgelesen werden kann, dass zum Kasachischen autonomen Bezirk Ili (伊犁哈萨克自治州) auch zwei Regierungsbezirke (Tacheng und Altay) gehören.

## Gründung
Die erste autonome Region war die Innere Mongolei, die 1947 zwei Jahre vor der Ausrufung der Volksrepublik in dem damals schon von den Kommunisten kontrollierten Gebiet gebildet wurde. Die Provinz Xinjiang wurde 1955, Ningxia sowie Guangxi 1957 und Tibet 1965 in autonome Regionen umgewandelt. Auch die autonomen Verwaltungseinheiten auf anderen Ebenen wurden nach der Ausrufung der Volksrepublik gegründet.

## Demographie
Von den fünf autonomen Regionen gibt es nur in Tibet eine Mehrheit der Ethnie. Die Uiguren in Xinjiang besitzen eine relative Mehrheit, das heißt, dass ihr Bevölkerungsanteil unter 50 % liegt, sie aber die größte Volksgruppe sind. In den anderen drei autonomen Regionen sind über die Hälfte der Bevölkerung Han.

## Verfassungsgemäße Autonomie
In der Volksrepublik China existiert ein gesetzlich verankertes System nationaler Gebietsautonomie, das den offiziell anerkannten ethnischen Minderheiten auf verschiedenen administrativen Ebenen einen Autonomie-Status und damit eine Selbstverwaltung zusichert. Dies schließt kein Verfassungsrecht auf Sezession ein.
Gemäß der Verfassung der Volksrepublik China müssen die Regierungschefs der autonomen Regionen (und auch auf anderen Ebenen) Angehörige der jeweiligen dem Gebiet zugeordneten Ethnie sein. Es werden eine Reihe von Rechten garantiert: Unabhängigkeit in Finanzangelegenheiten, Unabhängigkeit der wirtschaftlichen Planung, Unabhängigkeit der Kunst, Wissenschaft und Kultur, Organisation der lokalen Polizei und Benutzung der Sprache der Ethnie. Der Regierungschef wird Präsident genannt, wohingegen er in Provinzen als Gouverneur bezeichnet wird.

## Listen autonomer Verwaltungseinheiten

### autonome Regionen
| Name                                            | Chinesisch (vereinf.) | Pinyin                    | Volk     | Name in der Sprache des jeweiligen Volkes                                   | Abkürzung         | Hauptstadt |
| ----------------------------------------------- | --------------------- | ------------------------- | -------- | --------------------------------------------------------------------------- | ----------------- | ---------- |
| Autonome Region Guangxi der Zhuang-Nationalität | 广西壮族自治区        | Guǎngxī Zhuàngzú Zìzhìqū  | Zhuang   | Gvangjsih Bouxcuengh Swcigi                                                 | 桂 Guì            | Nanning    |
| Autonome Region Innere Mongolei                 | 内蒙古自治区          | Nèiměnggǔ Zìzhìqū         | Mongolen | ᠥᠪᠦᠷ ᠮᠣᠩᠭᠣᠯ ᠤᠨ ᠥᠪᠡᠷᠲᠡᠭᠡᠨ ᠵᠠᠰᠠᠬᠤ ᠣᠷᠤᠨ Öbür Mongghul-un Öbertegen Jasaqu Orun | 内蒙古 Nèi Měnggǔ | Hohhot     |
| Autonome Region Ningxia der Hui-Nationalität    | 宁夏回族自治区        | Níngxià Huízú Zìzhìqū     | Hui      | Die Hui sprechen Chinesisch                                                 | 宁 Níng           | Yinchuan   |
| Autonome Region Xinjiang                        | 新疆维吾尔自治区      | Xīnjiāng Wéiwú'ěr Zìzhìqū | Uiguren  | شىنجاڭ ئۇيغۇر ئاپتونوم رايونى Xinjang Uyƣur Aptonom Rayoni                  | 新 Xīn            | Ürümqi     |
| Autonome Region Tibet                           | 西藏自治区            | Xīzàng Zìzhìqū            | Tibeter  | བོད་རང་སྐྱོང་ལྗོངས་ / bod rang skyong ljongs                                      | 藏 Zàng           | Lhasa      |

### Autonome Bezirke
| Provinzebene | Name des autonomen Bezirks                      | Chinesisch (vereinf.)  | Pinyin                              | Volk                 | Hauptstadt                         |
| ------------ | ----------------------------------------------- | ---------------------- | ----------------------------------- | -------------------- | ---------------------------------- |
| Jilin        | Autonomer Bezirk Yanbian der Koreaner           | 延边朝鲜族自治州       | Yánbiān Cháoxiǎnzú Zìzhìzhōu        | Koreaner             | Yanji                              |
| Hubei        | Autonomer Bezirk Enshi der Tujia und Miao       | 恩施土家族苗族自治州   | Ēnshī Tǔjiāzú Miáozú Zìzhìzhōu      | Tujia und Miao       | Enshi                              |
| Hunan        | Autonomer Bezirk Xiangxi der Tujia und Miao     | 湘西土家族苗族自治州   | Xiāngxī Tǔjiāzú Miáozú Zìzhìzhōu    | Tujia und Miao       | Jishou                             |
| Sichuan      | Autonomer Bezirk Ngawa der Tibeter und Qiang    | 阿坝藏族羌族自治州     | Ābà Zàngzú Qiāngzú Zìzhìzhōu        | Tibeter und Qiang    | Barkam                             |
| Sichuan      | Autonomer Bezirk Garzê der Tibeter              | 甘孜藏族自治州         | Gānzī Zàngzú Zìzhìzhōu              | Tibeter              | Kangding                           |
| Sichuan      | Autonomer Bezirk Liangshan der Yi               | 凉山彝族自治州         | Liángshān Yízú Zìzhìzhōu            | Yi                   | Xichang                            |
| Guizhou      | Autonomer Bezirk Qiandongnan der Miao und Dong  | 黔东南苗族侗族自治州   | Qiándōngnán Miáozú Dòngzú Zìzhìzhōu | Miao und Dong        | Kaili                              |
| Guizhou      | Autonomer Bezirk Qiannan der Bouyei und Miao    | 黔南布依族苗族自治州   | Qiánnán Bùyīzú Miáozú Zìzhìzhōu     | Bouyei und Miao      | Duyun                              |
| Guizhou      | Autonomer Bezirk Qianxinan der Bouyei und Miao  | 黔西南布依族苗族自治州 | Qiánxīnán Bùyīzú Miáozú Zìzhìzhōu   | Bouyei und Miao      | Xingyi                             |
| Yunnan       | Autonomer Bezirk Dehong der Dai und Jingpo      | 德宏傣族景颇族自治州   | Déhóng Dǎizú Jǐngpōzú Zìzhìzhōu     | Dai und Jingpo       | Mang                               |
| Yunnan       | Autonomer Bezirk Nujiang der Lisu               | 怒江傈僳族自治州       | Nùjiāng Lìsùzú Zìzhìzhōu            | Lisu                 | Großgemeinde Liuku im Kreis Lushui |
| Yunnan       | Autonomer Bezirk Dêqên der Tibeter              | 迪庆藏族自治州         | Díqìng Zàngzú Zìzhìzhōu             | Tibeter              | Shangri-La                         |
| Yunnan       | Autonomer Bezirk Dali der Bai                   | 大理白族自治州         | Dàlǐ Báizú Zìzhìzhōu                | Bai                  | Dali                               |
| Yunnan       | Autonomer Bezirk Chuxiong der Yi                | 楚雄彝族自治州         | Chǔxióng Yízú Zìzhìzhōu             | Yi                   | Chuxiong                           |
| Yunnan       | Autonomer Bezirk Honghe der Hani und Yi         | 红河哈尼族彝族自治州   | Hónghé Hānízú Yízú Zìzhìzhōu        | Hani und Yi          | Gejiu                              |
| Yunnan       | Autonomer Bezirk Wenshan der Zhuang und Miao    | 文山壮族苗族自治州     | Wenshān Zhuàngzú Miáozú Zìzhìzhōu   | Zhuang und Miao      | Wenshan                            |
| Yunnan       | Autonomer Bezirk Xishuangbanna der Dai          | 西双版纳傣族自治州     | Xīshuāngbǎnnà Dǎizú Zìzhìzhōu       | Dai                  | Jinghong                           |
| Gansu        | Autonomer Bezirk Linxia der Hui                 | 临夏回族自治州         | Línxià Huízú Zìzhìzhōu              | Hui                  | Linxia                             |
| Gansu        | Autonomer Bezirk Gannan der Tibeter             | 甘南藏族自治州         | Gānnán Zàngzú Zìzhìzhōu             | Tibeter              | Hezuo                              |
| Qinghai      | Autonomer Bezirk Haibei der Tibeter             | 海北藏族自治州         | Hǎiběi Zàngzú Zìzhìzhōu             | Tibeter              | Großgemeinde Xihai im Kreis Haiyan |
| Qinghai      | Autonomer Bezirk Hainan der Tibeter             | 海南藏族自治州         | Hǎinán Zàngzú Zìzhìzhōu             | Tibeter              | Gonghe                             |
| Qinghai      | Autonomer Bezirk Huangnan der Tibeter           | 黃南藏族自治州         | Huángnán Zàngzú Zìzhìzhōu           | Tibeter              | Rongwo                             |
| Qinghai      | Autonomer Bezirk Golog der Tibeter              | 果洛藏族自治州         | Guǒluò Zàngzú Zìzhìzhōu             | Tibeter              | Maqên                              |
| Qinghai      | Autonomer Bezirk Yushu der Tibeter              | 玉树藏族自治州         | Yùshù Zàngzú Zìzhìzhōu              | Tibeter              | Gyêgu                              |
| Qinghai      | Autonomer Bezirk Haixi der Mongolen und Tibeter | 海西蒙古族藏族自治州   | Hǎixī Měnggǔzú Zàngzú Zìzhìzhōu     | Mongolen und Tibeter | Delhi                              |
| Xinjiang     | Kirgisischer autonomer Bezirk Kizilsu           | 克孜勒苏柯尔克孜自治州 | Kèzīlèsū Kē'ěrkèzī Zìzhìzhōu        | Kirgisen             | Atux                               |
| Xinjiang     | Mongolischer autonomer Bezirk Bortala           | 博尔塔拉蒙古自治州     | Bó'ěrtǎlā Měnggǔ Zìzhìzhōu          | Mongolen             | Bortala                            |
| Xinjiang     | Autonomer Bezirk Changji der Hui                | 昌吉回族自治州         | Chāngjí Huízú Zìzhìzhōu             | Hui                  | Changji                            |
| Xinjiang     | Mongolischer autonomer Bezirk Bayingolin        | 巴音郭楞蒙古自治州     | Bāyīnguōlèng Měnggǔ Zìzhìzhōu       | Mongolen             | Korla                              |
| Xinjiang     | Kasachischer autonomer Bezirk Ili               | 伊犁哈萨克自治州       | Yīlí Hāsàkè Zìzhìzhōu               | Kasachen             | Gulja                              |

### Autonome Kreise in der ProvinzHebei
| Bezirksebene               | Name des Kreises                                   | Chinesisch           | Pinyin                            | Volk               | Hauptort                      |
| -------------------------- | -------------------------------------------------- | -------------------- | --------------------------------- | ------------------ | ----------------------------- |
| Stadt Chengde 承德市       | Autonomer Kreis Fengning der Mandschu              | 丰宁满族自治县       | Fengning Manzu zizhixian          | Mandschu           | Großgemeinde Dage 大阁镇      |
| Stadt Chengde 承德市       | Autonomer Kreis Kuancheng der Mandschu             | 宽城满族自治县       | Kuancheng Manzu zizhixian         | Mandschu           | Großgemeinde Kuancheng 宽城镇 |
| Stadt Chengde 承德市       | Autonomer Kreis Weichang der Mandschu und Mongolen | 围场满族蒙古族自治县 | Weichang Manzu Mengguzu zizhixian | Mandschu, Mongolen | Großgemeinde Weichang 围场镇  |
| Stadt Qinhuangdao 秦皇岛市 | Autonomer Kreis Qinglong der Mandschu              | 青龙满族自治县       | Qinglong Manzu zizizhixian        | Mandschu           | Großgemeinde Qinglong 青龙镇  |
| Stadt Lángfāng 廊坊市      | Autonomer Kreis Dachang der Hui                    | 大厂回族自治县       | Dachang Huizu zizhixian           | Hui                | Großgemeinde Dachang 大厂镇   |
| Stadt Cangzhou 沧州市      | Autonomer Kreis Mengcun der Hui                    | 孟村回族自治县       | Mengcun Huizu zizhixian           | Hui                | Großgemeinde Mengcun 孟村镇   |

### Autonome Banner in der autonomen RegionInnere Mongolei
| Bezirksebene                | Name des Banners                     | Chinesisch             | Pinyin                      | Volk    | Hauptort                            |
| --------------------------- | ------------------------------------ | ---------------------- | --------------------------- | ------- | ----------------------------------- |
| Stadt Hulun Buir 呼伦贝尔市 | Oroqenisches Autonomes Banner        | 鄂伦春自治旗           | Elunchun zizhiqi            | Oroqen  | Großgemeinde Alihe 阿里河镇         |
| Stadt Hulun Buir 呼伦贝尔市 | Autonomes Banner der Ewenken         | 鄂温克族自治旗         | Ewenkezu zizhiqi            | Ewenken | Großgemeinde Bayan Tohoi 巴彦托海镇 |
| Stadt Hulun Buir 呼伦贝尔市 | Autonomes Banner Morin Dawa der Daur | 莫力达瓦达斡尔族自治旗 | Moli Dawa Dawo’erzu zizhiqi | Daur    | Großgemeinde Nirgi 尼尔基镇         |

### Autonome Kreise in der ProvinzLiaoning
| Bezirksebene          | Name des Kreises                                  | Chinesisch             | Pinyin                           | Volk     | Hauptort                            |
| --------------------- | ------------------------------------------------- | ---------------------- | -------------------------------- | -------- | ----------------------------------- |
| Stadt Chaoyang 朝阳市 | Autonomer Kreis Harqin Linker Flügel der Mongolen | 喀喇沁左翼蒙古族自治县 | Kalaqin zuoyi Mengguzu zizhixian | Mongolen | Straßenviertel Dachengzi 大城子街道 |
| Stadt Fuxin 阜新市    | Autonomer Kreis Fuxin der Mongolen                | 阜新蒙古族自治县       | Fuxin Mengguzu zizhixian         | Mongolen | Großgemeinde Fuxin 阜新镇           |
| Stadt Fushun 抚顺市   | Autonomer Kreis Xinbin der Mandschu               | 新宾满族自治县         | Xinbin Manzu zizhixian           | Mandschu | Großgemeinde Xinbin 新宾镇          |
| Stadt Fushun 抚顺市   | Autonomer Kreis Qingyuan der Mandschu             | 清原满族自治县         | Qingyuan Manzu zizhi xian        | Mandschu | Großgemeinde Qingyuan 清原镇        |
| Stadt Benxi 本溪市    | Autonomer Kreis Benxi der Mandschu                | 本溪满族自治县         | Benxi Manzu zizhixian            | Mandschu | Großgemeinde Xiaoshi 小市镇         |
| Stadt Benxi 本溪市    | Autonomer Kreis Huanren der Mandschu              | 桓仁满族自治县         | Huanren Manzu zizhixian          | Mandschu | Großgemeinde Huanren 桓仁镇         |
| Stadt Anshan 鞍山市   | Autonomer Kreis Xiuyan der Mandschu               | 岫岩满族自治县         | Xiuyan Manzu zizhixian           | Mandschu | Großgemeinde Xiuyan 岫岩镇          |
| Stadt Dandong 丹东市  | Autonomer Kreis Kuandian der Mandschu             | 宽甸满族自治县         | Kuandian Manzu zizhixian         | Mandschu | Großgemeinde Kuandian 宽甸镇        |

### Autonome Kreise in der ProvinzJilin
| Bezirksebene          | Name des Kreises                             | Chinesisch             | Pinyin                              | Volk     | Hauptort                     |
| --------------------- | -------------------------------------------- | ---------------------- | ----------------------------------- | -------- | ---------------------------- |
| Stadt Songyuan 松原市 | Autonomer Kreis Vorderer Gorlos der Mongolen | 前郭尔罗斯蒙古族自治县 | Qian Guo'erluosi Mengguzu zizhixian | Mongolen | Großgemeinde Qianguo 前郭镇  |
| Stadt Siping 四平市   | Autonomer Kreis Yitong der Mandschu          | 伊通满族自治县         | Yitong Manzu zizhixian              | Mandschu | Großgemeinde Yitong 伊通镇   |
| Stadt Baishan 白山市  | Autonomer Kreis Changbai der Koreaner        | 长白朝鲜族自治县       | Changbai Chaoxianzu zizhixian       | Koreaner | Großgemeinde Changbai 长白镇 |

### Autonomer Kreis in der ProvinzHeilongjiang
| Bezirksebene        | Name des Kreises                    | Chinesisch           | Pinyin                       | Volk     | Hauptort                    |
| ------------------- | ----------------------------------- | -------------------- | ---------------------------- | -------- | --------------------------- |
| Stadt Daqing 大庆市 | Autonomer Kreis Dorbod der Mongolen | 杜尔伯特蒙古族自治县 | Du’erbote Mengguzu zizhixian | Mongolen | Großgemeinde Taikang 泰康镇 |

### Autonomer Kreis in der ProvinzZhejiang
| Bezirksebene          | Name des Kreises                 | Chinesisch     | Pinyin                   | Volk | Hauptort                 |
| --------------------- | -------------------------------- | -------------- | ------------------------ | ---- | ------------------------ |
| Stadt Lishui 丽麗水市 | Autonomer Kreis Jingning der She | 景宁畲族自治县 | Jingning Shezu zizhixian | She  | Großgemeinde Hexi 鹤溪镇 |

### Autonome Kreise in der ProvinzHubei
| Bezirksebene         | Name des Kreises                    | Chinesisch       | Pinyin                      | Volk  | Hauptort                           |
| -------------------- | ----------------------------------- | ---------------- | --------------------------- | ----- | ---------------------------------- |
| Stadt Yichang 宜昌市 | Autonomer Kreis Changyang der Tujia | 长阳土家族自治县 | Changyang Tujiazu zizhixian | Tujia | Großgemeinde Longzhouping 龙舟坪镇 |
| Stadt Yichang 宜昌市 | Autonomer Kreis Wufeng der Tujia    | 五峰土家族自治县 | Wufeng Tujiazu zizhixian    | Tujia | Großgemeinde Wufeng 五峰镇         |

### Autonome Kreise in der ProvinzHunan
| Bezirksebene          | Name des Kreises                           | Chinesisch         | Pinyin                           | Volk       | Hauptort                        |
| --------------------- | ------------------------------------------ | ------------------ | -------------------------------- | ---------- | ------------------------------- |
| Stadt Yongzhou 永州市 | Autonomer Kreis Jianghua der Yao           | 江华瑤族自治县     | Jianghua Yaozu zizhixian         | Yao        | Großgemeinde Tuojiang 沱江镇    |
| Stadt Shaoyang 邵阳市 | Autonomer Kreis Chengbu der Miao           | 城步苗族自治县     | Chengbu Miaozu zizhixian         | Miao       | Großgemeinde Rulin 儒林镇       |
| Stadt Huaihua 怀化市  | Autonomer Kreis Mayang der Miao            | 麻阳苗族自治县     | Mayang Miaozu zizhixian          | Miao       | Großgemeinde Gaocun 高村镇      |
| Stadt Huaihua 怀化市  | Autonomer Kreis Xinhuang der Dong          | 新晃侗族自治县     | Xinhuang Dongzu zizhixian        | Dong       | Großgemeinde Xinhuang 新晃镇    |
| Stadt Huaihua 怀化市  | Autonomer Kreis Zhijiang der Dong          | 芷江侗族自治县     | Zhijiang Dongzu zizhixian        | Dong       | Großgemeinde Zhijiang 芷江镇    |
| Stadt Huaihua 怀化市  | Autonomer Kreis Jingzhou der Miao und Dong | 靖州苗族侗族自治县 | Jingzhou Miaozu Dongzu zizhixian | Miao, Dong | Großgemeinde Quyang 渠阳镇      |
| Stadt Huaihua 怀化市  | Autonomer Kreis Tongdao der Dong           | 通道侗族自治县     | Tongdao Dongzu zizhixian         | Dong       | Großgemeinde Shuangjiang 双江镇 |

### Autonome Kreise in der ProvinzGuangdong
| Bezirksebene          | Name des Kreises                            | Chinesisch         | Pinyin                            | Volk        | Hauptort                     |
| --------------------- | ------------------------------------------- | ------------------ | --------------------------------- | ----------- | ---------------------------- |
| Stadt Qingyuan 清远市 | Autonomer Kreis Lianshan der Zhuang und Yao | 连山壮族瑤族自治县 | Lianshan Zhuangzu Yaozu zizhixian | Zhuang, Yao | Großgemeinde Jitian 吉田镇   |
| Stadt Qingyuan 清远市 | Autonomer Kreis Liannan der Yao             | 连南瑤族自治县     | Liannan Yaozu zizhixian           | Yao         | Großgemeinde Sanjiang 三江镇 |
| Stadt Shaoguan 邵关市 | Autonomer Kreis Ruyuan der Yao              | 乳源瑤族自治县     | Ruyuan Yaozu zizhixian            | Yao         | Großgemeinde Rucheng 乳城镇  |

### Autonome Kreise in der autonomen RegionGuangxider Zhuang-Nationalität
| Bezirksebene         | Name des Kreises                                  | Chinesisch       | Pinyin                       | Volk            | Hauptort                      |
| -------------------- | ------------------------------------------------- | ---------------- | ---------------------------- | --------------- | ----------------------------- |
| Stadt Guilin 桂林市  | Autonomer Kreis Longsheng mehrerer Nationalitäten | 龙胜各族自治县   | Longsheng gezu zizhixian     | Dong, Yao, Miao | Großgemeinde Longsheng 龙胜镇 |
| Stadt Guilin 桂林市  | Autonomer Kreis Gongcheng der Yao                 | 恭城瑤族自治县   | Gongcheng Yaozu zizhixian    | Yao             | Großgemeinde Gongcheng 恭城镇 |
| Stadt Bose 百色市    | Autonomer Kreis Longlin mehrerer Nationalitäten   | 隆林各族自治县   | Longlin gezu zizhixian       | Miao, Yi, Gelao | Großgemeinde Xinzhou 新州镇   |
| Stadt Hechi 河池市   | Autonomer Kreis Bama der Yao                      | 把马瑤族自治县   | Bama Yaozu zizhixian         | Yao             | Großgemeinde Bama 巴马镇      |
| Stadt Hechi 河池市   | Autonomer Kreis Du’an der Yao                     | 都安瑤族自治县   | Du'an Yaozu zizhixian        | Yao             | Großgemeinde Anyang 安阳镇    |
| Stadt Hechi 河池市   | Autonomer Kreis Dahua der Yao                     | 大化瑤族自治县   | Dahua Yaozu zizhixian        | Yao             | Großgemeinde Dahua 大化镇     |
| Stadt Hechi 河池市   | Autonomer Kreis Luocheng der Mulam                | 罗城仫佬族自治县 | Luocheng Mulamzu zizhixian   | Mulam           | Großgemeinde Dongmen 东门镇   |
| Stadt Hechi 河池市   | Autonomer Kreis Huanjiang der Maonan              | 环江毛南族自治县 | Huanjiang Maonanzu zizhixian | Maonan          | Großgemeinde Si’en 思恩镇     |
| Stadt Liuzhou 柳州市 | Autonomer Kreis Sanjiang der Dong                 | 三江侗族自治县   | Sanjiang Dongzu zizhixian    | Dong            | Großgemeinde Guyi 古宜镇      |
| Stadt Liuzhou 柳州市 | Autonomer Kreis Rongshui der Miao                 | 融水苗族自治县   | Rongshui Miaozu zizhixian    | Miao            | Großgemeinde Rongshui 融水镇  |
| Stadt Laibin 来宾市  | Autonomer Kreis Jinxiu der Yao                    | 金秀瑤族自治县   | Jinxiu Yaozu zizhixian       | Yao             | Großgemeinde Jinxiu 金秀镇    |
| Stadt Hezhou 贺州市  | Autonomer Kreis Fuchuan der Yao                   | 富川瑤族自治县   | Fuchuan Yaozu zizhixian      | Yao             | Großgemeinde Fuyang 富阳镇    |

### Autonome Kreise in der ProvinzHainan(direkt der Provinzregierung unterstellt)
| Name des Kreises                           | Chinesisch         | Pinyin                           | Volk     | Hauptort                      |
| ------------------------------------------ | ------------------ | -------------------------------- | -------- | ----------------------------- |
| Autonomer Kreis Changjiang der Li          | 昌江黎族自治县     | Changjiang Lizu zizhixian        | Li       | Großgemeinde Shiliu 石砾镇    |
| Autonomer Kreis Baisha der Li              | 白沙黎族自治县     | Baisha Lizu zizhixian            | Li       | Großgemeinde Yacha 牙叉镇     |
| Autonomer Kreis Qiongzhong der Li und Miao | 琼中黎族苗族自治县 | Qiongzhong Lizu Miaozu zizhixian | Li, Miao | Großgemeinde Yinggen 营根镇   |
| Autonomer Kreis Lingshui der Li            | 陵水黎族自治县     | Lingshui Lizu zizhixian          | Li       | Großgemeinde Lingcheng 陵城镇 |
| Autonomer Kreis Baoting der Li und Miao    | 保亭黎族苗族自治县 | Baoting Lizu Miaozu zizhixian    | Li, Miao | Großgemeinde Baocheng 保城镇  |
| Autonomer Kreis Ledong der Li              | 乐东黎族自治县     | Ledong Lizu zizhixian            | Li       | Großgemeinde Baoyou 抱由镇    |

### Autonome Kreise in der StadtChongqing(direkt der Stadtregierung unterstellt)
| Name des Kreises                            | Chinesisch           | Pinyin                            | Volk        | Hauptort                     |
| ------------------------------------------- | -------------------- | --------------------------------- | ----------- | ---------------------------- |
| Autonomer Kreis Shizhu der Tujia            | 石柱土家族自治县     | Shizhu Tujiazu zizhixian          | Tujia       | Großgemeinde Nanbin 南宾镇   |
| Autonomer Kreis Pengshui der Miao und Tujia | 彭水苗族土家族自治县 | Pengshui Miaozu Tujiazu zizhixian | Miao, Tujia | Großgemeinde Hanjia 汉葭镇   |
| Autonomer Kreis Youyang der Tujia und Miao  | 酉阳土家族苗族自治县 | Youyang Tujiazu Miaozu zizhixian  | Tujia, Miao | Großgemeinde Zhongduo 锺多镇 |
| Autonomer Kreis Xiushan der Tujia und Miao  | 秀山土家族苗族自治县 | Xiushan Tujiazu Miaozu zizhixian  | Tujia, Miao | Großgemeinde Zhonghe 中和镇  |

### Autonome Kreise in der ProvinzSichuan
| Bezirksebene                                     | Name des Kreises                   | Chinesisch     | Pinyin                     | Volk    | Hauptort                    |
| ------------------------------------------------ | ---------------------------------- | -------------- | -------------------------- | ------- | --------------------------- |
| Stadt Mianyang 绵阳市                            | Autonomer Kreis Beichuan der Qiang | 北川羌族自治县 | Beichuan Qiangzu zizhixian | Qiang   | Großgemeinde Qushan 曲山镇  |
| Stadt Leshan 乐山市                              | Autonomer Kreis Ebian der Yi       | 峨边彝族自治县 | Ebian Yizu zizhixian       | Yi      | Großgemeinde Shaping 沙坪镇 |
| Stadt Leshan 乐山市                              | Autonomer Kreis Mabian der Yi      | 马边彝族自治县 | Mabian Yizu zizhixian      | Yi      | Großgemeinde Minjian 民建镇 |
| Autonomer Bezirk Liangshan der Yi 涼山彝族自治州 | Autonomer Kreis Muli der Tibeter   | 木里藏族自治县 | Muli Zangzu zizhixian      | Tibeter | Großgemeinde Qiaowa 乔瓦镇  |

### Autonome Kreise in der ProvinzGuizhou
| Bezirksebene                                                      | Name des Kreises                             | Chinesisch             | Pinyin                              | Volk                   | Hauptort                      |
| ----------------------------------------------------------------- | -------------------------------------------- | ---------------------- | ----------------------------------- | ---------------------- | ----------------------------- |
| Stadt Zunyi 遵义市                                                | Autonomer Kreis Daozhen der Gelao und Miao   | 道真仡佬族苗族自治县   | Daozhen Gelaozu Miaozu zizhixian    | Gelao, Miao            | Großgemeinde Yuxi 玉溪镇      |
| Stadt Zunyi 遵义市                                                | Autonomer Kreis Wuchuan der Gelao und Miao   | 务川仡佬族苗族自治县   | Wuchuan Gelaozu Miaozu zizhixian    | Gelao, Miao            | Großgemeinde Duru 都濡镇      |
| Stadt Anshun 安顺市                                               | Autonomer Kreis Guanling der Bouyei und Miao | 关岭布依族苗族自治县   | Guanling Buyizu Miaozu zizhixian    | Bouyei, Miao           | Großgemeinde Guansuo 关索镇   |
| Stadt Anshun 安顺市                                               | Autonomer Kreis Zhenning der Bouyei und Miao | 镇宁布依族苗族自治县   | Zhenning Buyizu Miaozu zizhixian    | Bouyei, Miao           | Großgemeinde Chengguan 城关镇 |
| Stadt Anshun 安顺市                                               | Autonomer Kreis Ziyun der Miao und Bouyei    | 紫云苗族布依族自治县   | Ziyun Miaozu Buyizu zizhixian       | Miao, Bouyei           | Großgemeinde Songshan 松山镇  |
| Stadt Bijie 毕节地区                                              | Autonomer Kreis Weining der Yi, Hui und Miao | 威宁彝族回族苗族自治县 | Weining Yizu Huizu Miaozu zizhixian | Yi, Hui-Chinesen, Miao | Großgemeinde Caohai 草海镇    |
| Stadt Tongren 铜仁地区                                            | Autonomer Kreis Yuping der Dong              | 玉屏侗族自治县         | Yuping Dongzu zizhixian             | Dong                   | Großgemeinde Pingxi 平溪镇    |
| Stadt Tongren 铜仁地区                                            | Autonomer Kreis Yinjiang der Tujiao und Miao | 印江土家族苗族自治县   | Yinjiang Tujiazu Miaozu zizhixian   | Tujia, Miao            | Großgemeinde Eling 峨岭镇     |
| Stadt Tongren 铜仁地区                                            | Autonomer Kreis Yanhe der Tujia              | 沿河土家族自治县       | Yanhe Tujiazu zizhixian             | Tujia                  | Großgemeinde Heping 和平镇    |
| Stadt Tongren 铜仁地区                                            | Autonomer Kreis Songtao der Miao             | 松桃苗族自治县         | Songtao Miaozu zizhixian            | Miao                   | Großgemeinde Liaogao 蓼皋镇   |
| Autonomer Bezirk Qiannan der Bouyei und Miao 黔南布依族苗族自治州 | Autonomer Kreis Sandu der Sui                | 三都水族自治县         | Sandu Shuizu zizhixian              | Sui                    | Großgemeinde Sanhe 三合镇     |

### Autonome Kreise in der ProvinzYunnan
| Bezirksebene                                                 | Name des Kreises                                        | Chinesisch                     | Pinyin                                           | Volk                 | Hauptort                         |
| ------------------------------------------------------------ | ------------------------------------------------------- | ------------------------------ | ------------------------------------------------ | -------------------- | -------------------------------- |
| Stadt Kunming 昆明市                                         | Autonomer Kreis Shilin der Yi                           | 石林彝族自治县                 | Shilin Yizu zizhixian                            | Yi                   | Großgemeinde Lufu 鹿阜镇         |
| Stadt Kunming 昆明市                                         | Autonomer Kreis Luquan der Yi und Miao                  | 禄劝彝族苗族自治县             | Luquan Yizu Miaozu zizhixian                     | Yi, Miao             | Großgemeinde Pingshan 屏山镇     |
| Stadt Kunming 昆明市                                         | Autonomer Kreis Xundian der Hui und Yi                  | 寻甸回族彝族自治县             | Xundian Huizu Yizu zizhixian                     | Hui, Yi              | Großgemeinde Rende 仁德镇        |
| Stadt Yuxi 玉溪市                                            | Autonomer Kreis Eshan der Yi                            | 峨山彝族自治县                 | Eshan Yizu zizhixian                             | Yi                   | Großgemeinde Shuangjiang 双江镇  |
| Stadt Yuxi 玉溪市                                            | Autonomer Kreis Xinping der Yi und Dai                  | 新平彝族傣族自治县             | Xinping Yizu Daizu zizhixian                     | Yi, Dai              | Großgemeinde Guishan 桂山镇      |
| Stadt Yuxi 玉溪市                                            | Autonomer Kreis Yuanjiang der Hani, Yi und Dai          | 元江哈尼族彝族傣族自治县       | Yuanjiang Hanizu Yizu Daizu zizhixian            | Hani, Yi, Dai        | Großgemeinde Lijiang 澧江镇      |
| Stadt Lijiang 丽江市                                         | Autonomer Kreis Yulong der Naxi                         | 玉龙纳西族自治县               | Yulong Naxizu zizhixian                          | Naxi                 | Großgemeinde Huangshan 黄山镇    |
| Stadt Lijiang 丽江市                                         | Autonomer Kreis Ninglang der Yi                         | 宁蒗彝族自治县                 | Ninglang Yizu zizhixian                          | Yi                   | Großgemeinde Daxing 大兴镇       |
| Stadt Pu’er 普洱市                                           | Autonomer Kreis Ning’er der Hani und Yi                 | 宁洱哈尼族彝族自治县           | Ning’er Hanizu Yizu zizhixian                    | Hani, Yi             | Großgemeinde Ning’er 宁洱镇      |
| Stadt Pu’er 普洱市                                           | Autonomer Kreis Mojiang der Hani                        | 墨江哈尼族自治县               | Mojiang Hanizu zizhixian                         | Hani                 | Großgemeinde Lianzhu 联珠镇      |
| Stadt Pu’er 普洱市                                           | Autonomer Kreis Jingdong der Yi                         | 景东彝族自治县                 | Jingdong Yizu zizhixian                          | Yi                   | Großgemeinde Jinping 金平镇      |
| Stadt Pu’er 普洱市                                           | Autonomer Kreis Jinggu der Dai und Yi                   | 景谷傣族彝族自治县             | Jinggu Daizu Yizu zizhixian                      | Dai, Yi              | Großgemeinde Weiyuan 威远镇      |
| Stadt Pu’er 普洱市                                           | Autonomer Kreis Zhenyuan der Yi, Hani und Lahu          | 镇沅彝族哈尼族拉祜族自治县     | Zhenyuan Yizu Hanizu Lahuzu zizhixian            | Yi, Hani, Lahu       | Großgemeinde Enle 恩乐镇         |
| Stadt Pu’er 普洱市                                           | Autonomer Kreis Jiangcheng der Hani und Yi              | 江城哈尼族彝族自治县           | Jiangcheng Hanizu Yizu zizhixian                 | Hani, Yi             | Großgemeinde Menglie 勐烈镇      |
| Stadt Pu’er 普洱市                                           | Autonomer Kreis Menglian der Dai, Lahu und Va           | 孟连傣族拉祜族佤族自治县       | Menglian Daizu Lahuzu Wazu zizhixian             | Dai, Lahu, Va        | Großgemeinde Menglian 孟连镇     |
| Stadt Pu’er 普洱市                                           | Autonomer Kreis Lancang der Lahu                        | 澜沧拉祜族自治县               | Lancang Lahuzu zizhixian                         | Lahu                 | Großgemeinde Menglang 勐朗镇     |
| Stadt Pu’er 普洱市                                           | Autonomer Kreis Ximeng der Va                           | 西盟佤族自治县                 | Ximeng Wazu zizhixian                            | Va                   | Großgemeinde Mengsuo 孟梭镇      |
| Stadt Lincang 临沧市                                         | Autonomer Kreis Shuangjiang der Lahu, Va, Blang und Dai | 双江拉祜族佤族布朗族傣族自治县 | Shuangjiang Lahuzu Wazu Bulangzu Daizu zizhixian | Lahu, Va, Blang, Dai | Großgemeinde Mengmeng 勐勐镇     |
| Stadt Lincang 临沧市                                         | Autonomer Kreis Gengma der Dai und Va                   | 耿马傣族佤族自治县             | Gengma Daizu Wazu zizhixian                      | Dai, Va              | Großgemeinde Gengma 耿马镇       |
| Stadt Lincang 临沧市                                         | Autonomer Kreis Cangyuan der Va                         | 沧源佤族自治县                 | Cangyuan Wazu zizhixian                          | Va                   | Großgemeinde Mengdong 勐董镇     |
| Autonomer Bezirk Nujiang der Lisu 怒江傈僳族自治州           | Autonomer Kreis Gongshan der Derung und Nu              | 贡山独龙族怒族自治县           | Gongshan Dulongzu Nuzu zizhixian                 | Derung, Nu           | Großgemeinde Cikai 茨开镇        |
| Autonomer Bezirk Nujiang der Lisu 怒江傈僳族自治州           | Autonomer Kreis Lanping der Bai und Primi               | 兰坪白族普米族自治县           | Lanping Baizu Pumizu zizhixian                   | Bai, Primi           | Großgemeinde Jinding 金顶镇      |
| Autonomer Bezirk Dêqên der Tibeter 迪庆藏族自治州            | Autonomer Kreis Weixi der Lisu                          | 维西傈僳族自治县               | Weixi Lisuzu zizhixian                           | Lisu                 | Großgemeinde Baohe 保和镇        |
| Autonomer Bezirk Dali der Bai 大理白族自治州                 | Autonomer Kreis Yangbi der Yi                           | 洋鼻彝族自治县                 | Yangbi Yizu zizhixian                            | Yi                   | Großgemeinde Cangshanxi 苍山西镇 |
| Autonomer Bezirk Dali der Bai 大理白族自治州                 | Autonomer Kreis Nanjian der Yi                          | 南涧彝族自治县                 | Nanjian Yizu zizhixian                           | Yi                   | Großgemeinde Nanjian 南涧镇      |
| Autonomer Bezirk Dali der Bai 大理白族自治州                 | Autonomer Kreis Weishan der Yi und Hui                  | 巍山彝族回族自治县             | Weishan Yizu Huizu zizhixian                     | Yi, Hui              | Großgemeinde Nanzhao 南诏镇      |
| Autonomer Bezirk Honghe der Hani und Yi 红河哈尼族彝族自治州 | Autonomer Kreis Jinping der Miao, Yao und Dai           | 金平苗族瑤族傣族自治县         | Jinping Miaozu Yaozu Daizu zizhixian             | Miao, Yao, Dai       | Großgemeinde Jinhe 金河镇        |
| Autonomer Bezirk Honghe der Hani und Yi 红河哈尼族彝族自治州 | Autonomer Kreis Hekou der Yao                           | 河口瑤族自治县                 | Hekou Yaozu zizhixian                            | Yao                  | Großgemeinde Hekou 河口镇        |
| Autonomer Bezirk Honghe der Hani und Yi 红河哈尼族彝族自治州 | Autonomer Kreis Pingbian der Miao                       | 屏边苗族自治县                 | Pingbian Miaozu zizhixian                        | Miao                 | Großgemeinde Yuping 玉屏镇       |

### Autonome Kreise in der ProvinzGansu
| Bezirksebene                                   | Name des Kreises                                         | Chinesisch                     | Pinyin                                          | Volk                    | Hauptort                            |
| ---------------------------------------------- | -------------------------------------------------------- | ------------------------------ | ----------------------------------------------- | ----------------------- | ----------------------------------- |
| Stadt Tianshui 天水市                          | Autonomer Kreis Zhangjiachuan der Hui                    | 张家川回族自治县               | Zhangjiachuan Huizu zizhixian                   | Hui                     | Großgemeinde Zhangjiachuan 张家川镇 |
| Stadt Wuwei 武威市                             | Autonomer Kreis Tianzhu der Tibeter                      | 天祝藏族自治县                 | Tianzhu Zangzu zizhixian                        | Tibeter                 | Großgemeinde Huazangsi 华藏寺镇     |
| Stadt Jiuquan 酒泉市                           | Autonomer Kreis Subei der Mongolen                       | 肃北蒙古族自治县               | Subei Mengguzu zizhixian                        | Mongolen                | Großgemeinde Dangchengwan 党城湾镇  |
| Stadt Jiuquan 酒泉市                           | Autonomer Kreis Aksay der Kasachen                       | 阿克塞哈薩克族自治县           | Akesai Hasakezu zizhixian                       | Kasachen                | Großgemeinde Hongliuwan 红柳湾镇    |
| Stadt Zhangye 张掖市                           | Autonomer Kreis Sunan der Yugur                          | 肃南裕固族自治县               | Sunan Yuguzu zizhixian                          | Yugur                   | Großgemeinde Hongwansi 红湾寺镇     |
| Autonomer Bezirk Linxia der Hui 临夏回族自治州 | Autonomer Kreis der Dongxiang                            | 东乡族自治县                   | Dongxiangzu zizhixian                           | Dongxiang               | Großgemeinde Suonan 锁南镇          |
| Autonomer Bezirk Linxia der Hui 临夏回族自治州 | Autonomer Kreis Jishishan der Bonan, Dongxiang und Salar | 积石山保安族东乡族撒拉族自治县 | Jishishan Bao’anzu Dongxiangzu Salazu zizhixian | Bonan, Dongxiang, Salar | Großgemeinde Chuimatan 吹麻滩镇     |

### Autonome Kreise in der ProvinzQinghai
| Bezirksebene                          | Name des Kreises                      | Chinesisch         | Pinyin                      | Volk     | Hauptort                         |
| ------------------------------------- | ------------------------------------- | ------------------ | --------------------------- | -------- | -------------------------------- |
| Stadt Xining 西宁市                   | Autonomer Kreis Datong der Hui und Tu | 大通回族土族自治县 | Datong Huizu Tuzu zizhixian | Hui, Tu  | Großgemeinde Qiaotou 桥头镇      |
| Regierungsbezirk Haidong 海东地区     | Autonomer Kreis Minhe der Hui und Tu  | 民和回族土族自治县 | Minhe Huizu Tuzu zizhixian  | Hui, Tu  | Großgemeinde Chuankou 川口镇     |
| Regierungsbezirk Haidong 海东地区     | Autonomer Kreis Huzhu der Tu          | 互助土族自治县     | Huzhu Tuzu zizhixian        | Tu       | Großgemeinde Weiyuan 威远镇      |
| Regierungsbezirk Haidong 海东地区     | Autonomer Kreis Hualong der Hui       | 化隆回族自治县     | Hualong Huizu zizhixian     | Hui      | Großgemeinde Bayan 巴燕镇        |
| Regierungsbezirk Haidong 海东地区     | Autonomer Kreis Xunhua der Salar      | 循化撒拉族自治县   | Xunhua Salazu zizhixian     | Salar    | Großgemeinde Jishi 积石镇        |
| Autonomer Bezirk Haibei der Tibeter   | Autonomer Kreis Menyuan der Hui       | 门源回族自治县     | Menyuan Huizu zizhixian     | Hui      | Großgemeinde Haomen 浩门镇       |
| Autonomer Bezirk Huangnan der Tibeter | Autonomer Kreis Henan der Mongolen    | 河南蒙古族自治县   | Henan Mengguzu zizhixian    | Mongolen | Großgemeinde Yêgainnyin 优干宁镇 |

### Autonome Kreise in der autonomen RegionXinjiang
| Bezirksebene                                                           | Name des Kreises                           | Chinesisch             | Pinyin                         | Volk       | Hauptort                              |
| ---------------------------------------------------------------------- | ------------------------------------------ | ---------------------- | ------------------------------ | ---------- | ------------------------------------- |
| Regierungsbezirk Kaschgar 喀什地区                                     | Tadschikischer autonomer Kreis Taschkorgan | 塔什库尔干塔吉克自治县 | Tashiku’ergan Tajike zizhixian | Tadschiken | Großgemeinde Taschkorgan 塔什库尔干镇 |
| Regierungsbezirk Kumul 哈密地区                                        | Kasachischer autonomer Kreis Barkol        | 巴里坤哈薩克自治县     | Balikun Hasake zizhixian       | Kasachen   | Großgemeinde Barkol 巴里坤镇          |
| Autonomer Bezirk Changji der Hui 昌吉回族自治州                        | Kasachischer autonomer Kreis Mori          | 木垒哈薩克自治县       | Mulei Hasake zizhixian         | Kasachen   | Großgemeinde Mori 木垒镇              |
| Mongolischer autonomer Bezirk Bayingolin 巴音郭楞蒙古自治州            | Autonomer Kreis Yanqi der Hui              | 焉耆回族自治县         | Yanqi Huizu zizhixian          | Hui        | Großgemeinde Yanqi 焉耆镇             |
| Kasachischer autonomer Bezirk Ili 伊犁哈薩克自治州                     | Autonomer Kreis Qapqal der Xibe            | 察布查尔锡箔自治县     | Chabucha’er Xibo zizhixian     | Xibe       | Großgemeinde Qapqal 察布查尔镇        |
| Regierungsbezirk Tacheng 塔城地区 im Kasachischen autonomen Bezirk Ili | Mongolischer autonomer Kreis Hoboksar      | 和布克賽尔蒙古自治县   | Hebukesai’er Menggu zizhixian  | Mongolen   | Großgemeinde Hoboksar 和布克赛尔镇    |